# Reprocesamiento nuclear

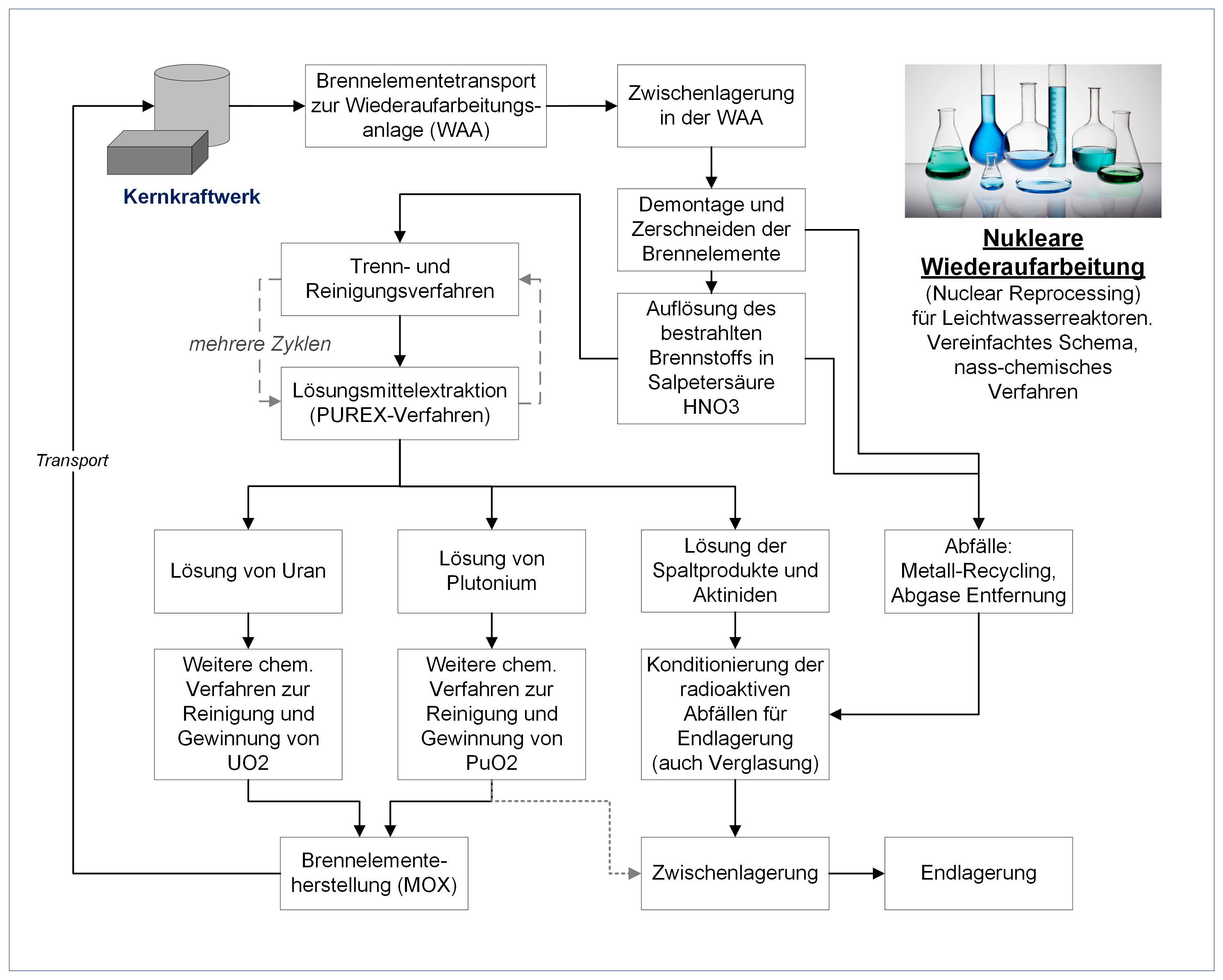
Reprocesamiento nuclear

El reprocesamiento nuclear separa cualquier elemento utilizable (por ejemplo el uranio y el plutonio) de productos de fisión y otros materiales existentes en el combustible nuclear gastado en los reactores nucleares. Normalmente, el objetivo es añadir estos elementos en un nuevo combustible de óxido mezclado (MOX), aunque algunos reprocesamientos se realizan para obtener plutonio para armas. Es el proceso que cierra el círculo en el ciclo del combustible nuclear.

## Historia
Los primeros reactores nucleares a gran escala fueron construidos durante la Segunda Guerra Mundial. Estos reactores se diseñaron para la producción de plutonio para su uso en armas nucleares. El único proceso necesario, por tanto, era la extracción de plutonio, libre de la contaminación de los productos de fisión, a partir del combustible de uranio natural gastado. En 1943, se propusieron varios métodos para separar una cantidad relativamente pequeña de plutonio a partir del uranio y los productos de fisión. El primer método seleccionado, un proceso por precipitación llamado proceso del fosfato de bismuto, fue desarrollado en el ORNL (Oak Ridge National Laboratory) en el período 1943-1945 para producir cantidades de plutonio para su evaluación y uso en los programas de armas.
El proceso de fosfato de bismuto se empleó por primera vez a gran escala en Hanford, Washington, a finales de 1944. Consiguió la separación de plutonio en la situación de emergencia entonces existente, pero tenía una debilidad significativa, a saber, la incapacidad de recuperar el uranio. El primer proceso solvente de extracción que tuvo éxito para la recuperación tanto de uranio como de plutonio en una forma descontaminada se desarrolló en el Argonne National Laboratory (ANL) poco después de la Segunda Guerra Mundial. Este proceso, llamado PUREX, fue descrito en 1949 y pasó a ser el método normalizado usualmente; la primera planta PUREX inició operaciones en Carolina del Sur en 1954.
En marzo de 1977, el temor a la proliferación de armas nucleares (especialmente después de que la India demostrase sus capacidades en armas nucleares utilizando la tecnología del reprocesado), llevó al presidente de los Estados Unidos, Jimmy Carter a promulgar una directiva presidencial suspendiendo indefinidamente el reprocesado y reciclado comercial del plutonio en los Estados Unidos. Otros países no siguieron el contenido de la directiva y continuaron reprocesando el combustible nuclear gastado.
Sin embargo, en marzo de 1999, el Departamento de Energía de Estados Unidos, firmó un contrato con un consorcio formado por Duke Energy, COGEMA, y Stone & Webster (DCS) para diseñar y hacer funcionar una instalación para la fabricación de combustible de óxido mezclado (MOX). La preparación del emplazamiento del centro empezó en octubre de 2005 en Savannah River Site (Carolina del Sur). 
La Asociación Global de Energía Nuclear, anunciada por el Departamento de Energía de los Estados Unidos, Samuel Bodman, el 6 de febrero de 2006, es un plan para constituir una asociación internacional para controlar que el reprocesamiento de combustible nuclear gastado lo sea de tal modo que consiga que el plutonio pueda utilizarse como combustible nuclear pero no para armas nucleares.

## Métodos antiguos que ya no se utilizan

### Fosfato de bismuto
El proceso de fosfato de bismuto es un proceso muy viejo que añade una gran cantidad de materiales al residuo final altamente activo; fue sustituido por procesos de extracción solventes. El proceso se diseñó para extraer plutonio a partir del revestimiento metálico de aluminio del combustible de uranio. El combustible era despojado haciéndolo hervir en sosa cáustica, y después el uranio metálico era disuelto en ácido nítrico. El plutonio que en ese momento estaba en el grado de oxidación +4, se hacía precipitar añadiéndole nitrato de bismuto y ácido fosfórico para formar el fosfato de bismuto. Con este se precipitaba el plutonio. El líquido sobrenadante (que contenía muchos de los productos de fisión se separaba de la parte sólida. A continuación, el precipitado se disolvía en ácido nítrico antes de la adición de un oxidante, como el permanganato potásico lo que convertía el plutonio en PuO22+ (Pu VI), entonces se le añadía una sal de dicromato para mantener al plutonio en el grado de oxidación +6. El fosfato de bismuto era re-precipitado abandonando el plutonio de la solución. A continuación, se añadía una sal de hierro (II), como por ejemplo el sulfato ferroso, y el plutonio se re-precipitaba otra vez utilizando un transporte de precipitado de fosfato de bismuto. A continuación se añadían sales de lantano y fluoruro para obtener fluoruro de lantano sólido que actuaba como un portador para el Pu. Este era convertido a óxido por la acción de una base. El óxido de lantano plutonio era recogido y extraído con ácido nítrico para formar nitrato de plutonio.

### Hexone or Redox
Este es un proceso de extracción líquido-líquido que utiliza la metil isobutil cetona como agente extractor, realizándose la extracción por un mecanismo de solución. Este proceso tiene el inconveniente de requerir el uso de un reagente desalador (nitrato de aluminio, para incrementar la concentración de nitrato en la fase acuosa a fin de obtener un razonable ratio de distribución (valor D). El hexone también es degradado mediante ácido nítrico concentrado. Este proceso fue remplazado por PUREX. Archivado el 29 de noviembre de 2007 en Wayback Machine.
Pu4+ + 4NO3- + 2S --> [Pu(NO3)4S2]

### Éter Butex, β,β'-dibutioxidietil
Un proceso basado en una extracción por solución utilizando el extractante triéter arriba citado. Este proceso tiene el inconveniente de requerir el uso de un reagente desalador (nitrato de aluminio, para incrementar la concentración de nitrato en la fase acuosa a fin de obtener un razonable ratio de distribución. Este procedimiento fue utilizado hace muchos años en Windscale, y ha sido sustituido por PUREX.

## Los métodos en uso actualmente
Vista general de PUREX
Este proceso puede utilizarse para recuperar materiales de armas nucleares, de combustible de reactor nuclear gastados, y de acuerdo con ello, se controlan los componentes químicos. PUREX es un acrónimo procedente del Inglés Plutonium and Uranium Recovery by EXtraction, (Recuperación por Extracción de Plutonio y Uranio). El proceso PUREX es una extracción líquido-líquido utilizado para reprocesar combustible nuclear gastado, a fin de obtener uranio y plutonio, independientemente, a partir de los productos de fisión.
Este es el proceso más completamente desarrollado y más ampliamente utilizado actualmente (2006).
.

## Métodos posibles para uso en el futuro

### Métodos acuosos

#### UREX
El proceso PUREX puede ser modificado para hacer un proceso UREX (del Inglés URanium EXtraction, Extracción de Uranio) que podría utilizarse para ahorrar espacio dentro de los centros de vertido de residuos nucleares de alto nivel, tales como la montaña de Yucca, mediante la extracción del uranio que constituye la inmensa mayoría de la masa y el volumen del combustible usado.
El proceso UREX es un proceso PUREX que ha sido modificado para evitar que se extraiga el plutonio. Esto puede hacerse añadiendo un reductante del plutonio antes del primer paso de extracción del metal. En el proceso UREX, se separan ~99.9% del uranio y >95% del Tecnecio, entre ellos, y de los otros productos de fisión y actínidos. La clave es la adición de ácido acetohidroxámico (AHA) a las secciones de extracción y cribado del proceso. La adición de AHA disminuye en gran medida la extractibilidad del Plutonio y del Neptunio, proporcionando una mayor resistencia a la proliferación que con el paso de extracción de plutonio en el proceso PUREX.

#### TRUEX
Añadiendo un segundo agente de extracción, el óxido octil(fenil)-N, N-dibutil carbamoilmetil fosfano (CMPO) en combinación con el tributilfosfato, (TBP), el proceso PUREX puede convertirse en el proceso TRUEX (TRansUranic EXtraction, Extracción de Transuránicos), que fue inventado en los Estados Unidos por Argonne National Laboratory, y está diseñado para retirar del residuo los metales transuránicos (Am/Cm). La idea es que mediante la disminución de la actividad alfa de los residuos, la mayoría de estos puede ser vertida con mayor facilidad. Al igual que en PUREX este proceso funciona por un mecanismo de solución.

#### DIAMEX
Se ha diseñado un proceso utilizado una malondiamida, como proceso de extracción alternativo a TRUEX. El proceso DIAMEX (DIAMide EXtraction, Extracción de Diamida) tiene la ventaja de evitar la formación de residuos orgánicos que contengan elementos distintos al carbono, hidrógeno, nitrógeno y oxígeno. Estos residuos orgánicos pueden ser incinerados sin la formación de gases acídicos que podrían contribuir a la lluvia ácida. El proceso DIAMEX está siendo elaborado en Europa por la francesa CEA. El proceso está suficientemente maduro como para que una planta industrial pueda construirse con el conocimiento existente del mismo. Al igual que en PUREX este proceso funciona por un mecanismo de solución.

#### SANEX
Acrónimo de Selective ActiNide EXtraction, Extracción Selectiva de Actínidos. Como una parte de la gestión de los actínidos menores se ha propuesto que los lantánidos y los actínidos menores trivalentes, debieran ser retirados del refinado de PUREX mediante un proceso como DIAMEX o TRUEX. Se deberían retirar los lantánidos, a fin de permitir que actínidos, como el americio, pudieran utilizarse como elementos industriales o como combustible. Los lantánidos tienen grandes secciones de cruce de neutrones y por ello envenenan los neutrones que controlan una reacción nuclear. Hasta 2006 el sistema de extracción para SANEX no ha sido aún definido, pero varios grupos distintos de investigación están trabajando en el proceso. Por ejemplo, la francesa CEA está trabajando con un proceso basado en una bis-triaiznil piridina (BTP).
Referencias:
- Estudios del Proceso SANEX-BTP
- Desarrollo del proceso SANEX-BTP
- Modelado y alcances de un proceso SANEX

Otros sistemas tales como los de los ácidos ditiofosfínicos están siendo investigados por otros.

#### UNEX
Este es el proceso de UNiversal EXtraction, (Extracción Universal) que ha sido desarrollado en Rusia y en la República Checa; se trata de un proceso para retirar la totalidad de los más problemáticos isótopos (Sr, Cs y los actínidos menores) de los refinados que quedan después de la extracción de uranio y plutonio del combustible nuclear gastado. Archivado el 13 de mayo de 2013 en Wayback Machine. La química está basada en la interacción del cesio y del estroncio con el óxido de polietileno (polietilenglicol)  Archivado el 16 de febrero de 2017 en Wayback Machine. y un anión carbonado del cobalto (conocido como dicarboluro de cobalto clorinado). Los actínidos son extraídos por CMPO, y el diluente es un aromático polar como el nitrobenceno. También se han sugerido otros diluentes tales como el meta-nitrobenzotrifluoruro y el fenil trifluorometil sulfuro .

### Métodos no acuosos
El Piroprocesado es un término genérico para los procesos pirometalúrgicos. Estos procesos no tienen actualmente un uso significativo en ningún lugar del mundo, pero han sido objeto de investigación y desarrollo por INEEL, y algunos otros. Los principios que los sustentan son bien conocidos, y no existen barreras técnicas significativas para su adopción. La dificultad económica básica para una amplia implementación estriba en que todo lo referente al reprocesamiento no está bien visto actualmente (2005), y los lugares que reprocesan ya tienen plantas PUREX construidas. En consecuencia, hay poca demanda para nuevos sistemas pirometalúrgicos, aunque pudiera haberla si los programas de los reactores de cuarta generación se hicieran realidad.
Ventajas
- No utiliza agua. El agua es problemática en la química nuclear por muchos motivos. En primer lugar, tiende a actuar como un moderador, y acelera las reacciones nucleares. En segundo, es contaminada con facilidad, y no es fácil su limpieza, tiende a evaporarse, arrastrando tritio. Esto no es una gran ventaja como en principio podría parecer ya que es posible tratar el combustible de óxido normal utilizando un proceso llamado Voloxidation  que elimina el 99% del tritio del combustible usado. Se puede recuperar el tritio en forma de una fuerte solución que podría ser adecuada para uso como un suministro de tritio en aplicaciones industriales.
- Separa todos los actínidos, y por tanto genera combustible que está fuertemente moteado con actínidos pesados, tales como el plutonio (240+) y el Curio 242. Esto no impide que el combustible sea adecuado para reactores, pero lo hace difícil de manipular, segregar o fabricar armas nucleares a partir de él. Esto normalmente es considerado como una propiedad bastante deseable. En contraste, el proceso PUREX puede producir uranio y plutonio de concentración para armamento, y también tiende a dejar detrás los restantes actínidos (como el Curio), produciendo residuos nucleares más peligrosos.
- Es algo más eficiente y considerablemente más compacto que los métodos de procesamiento acuosos, permitiendo que el reprocesado de los residuos nucleares pueda realizarse en la propia planta de generación de ellos. Esto evita varios temas de transporte y seguridad, permitiendo que el reactor simplemente almacene un pequeño volumen (tal vez un escaso porcentaje del volumen original del fuel consumido) del producto de fisión transformado en sal en la propia planta del reactor hasta su desinstalación, momento en el que todas las cosas deberán ser afrontadas conjuntamente.
- Puesto que la pirometalúrgia recupera todos los actínidos, los restantes productos de fisión no tienen una vida tan larga como la tendrían de otro modo. La mayoría de la radiactividad a largo plazo (superior a 200 años) producida por los residuos nucleares es debida a los actínidos no eliminados. Estos actínidos en su mayor parte pueden ser consumidos por reactores como combustible, por lo que el extraerlos de los residuos y reinsertarlos en el reactor reduce la amenaza a largo plazo de los residuos al tiempo que reduce las necesidades de combustible del reactor.

Inconvenientes
- La sal usada procedente del piroprocesado no es válida para su conversión en vidrio en la misma forma que el refinado del procesado PUREX.

#### PYRO-A
En ingeniería nuclear, PYRO-A hace referencia a un tipo de reprocesamiento nuclear. Más específicamente, es un medio de separar actínidos (elementos de la familia actínida, normalmente más pesados que el U-235) de los no-actínidos. El proceso básico se describe aquí . Los principios son muy simples. El combustible gastado se coloca en una cesta del ánodo que está en contacto con la sal fundida. A continuación se aplica una corriente eléctrica, el uranio se separará, como un dióxido de uranio conductivo en un cátodo de metal sólido, en tanto que los otros actínidos (y las tierras extrañas) podrán ser absorbidas en un cátodo de cadmio líquido. Muchos de los productos de fisión (como el cesio, el circonio y el estroncio) quedarán en la sal. Alternativamente al uso del electrodo de cadmio triturado es posible usar uno de bismuto., o uno de aluminio sólido .
Como alternativa a la electrólisis, el metal deseado puede ser asilado usando una aleación fundida de un metal electropositivo y un metal menos reactivo.
Dado que la mayoría de la radiactividad a largo plazo y de volumen del combustible gastado procede de los actínidos, el eliminar los actínidos produce residuos más compactos, y mucho menos peligrosos en el largo plazo. La radiactividad de este residuo caerá entonces a los niveles de la natural de varios minerales y rocas dentro de unos pocos cientos de años, en lugar de miles.
Los actínidos mezclados producidos por el procesado pirometálico pueden ser utilizados de nuevo como combustible nuclear, ya que ellos virtualmente son fisibles o fértiles, a pesar de que muchos de estos materiales pueden requerir un reactor de alimentación rápida para que quemen eficientemente. En un espectro termal de neutrones, las concentraciones de varios actínidos pesados (Curio-242 y |Plutonio-240) pueden llegar a ser muy altas, creando un combustible que es sustancialmente distinto del usual Uranio o de los óxidos de mezcla (MOX), para los que fueron diseñados los más habituales reactores.

#### PYRO-B
Otro proceso pirotécnico, el proceso PYRO-B, se ha desarrollado para el procesado y reciclado del combustible de un reactor de transmutación. El combustible de transmutación típico está exento de uranio y contiene transuránicos recuperados en una matriz inerte, como puede ser la metálica de zirconio. En el procesamiento PYRO-B de tal combustible, un paso de electrorefinado se utiliza para separar los elementos residuales transuránicos de los productos de fisión y reciclar los transuránicos al reactor para fisionarlos. El tecnecio y los yoduros generados nuevamente son extraídos para su incorporación a los objetivos de transmutación y los demás productos de fisión son enviados como residuos.

#### Volatilidad del fluoruro
Existe un proceso relacionado en el cual el uranio es destilado tras su conversión en hexafluoruro de uranio. Se llama el proceso de volatilidad del fluoruro.

## Aspectos económicos del reprocesamiento de combustible nuclear
Los temas económicos del reprocesado de los residuos, el almacenaje provisional o el vertido directo, han sido focos de un amplio debate durante los últimos años. Se han realizado muchos planteamientos y en cierto modo los planteamientos han determinado el resultado de la valoración. Estos estudios modelan los costes del ciclo total del combustible con un sistema de reprocesado y reciclado basado en el reciclado térmico del plutonio y comparan esto al total de costes de un ciclo de combustible abierto con vertido directo. El abanico de resultados producido por estos estudios ha sido muy amplio, pero todos estaban de acuerdo que en las condiciones actuales (2005) de la economía la opción de reciclado-reprocesado era más costosa. Si el compromiso del reprocesado se limita a reducir el nivel de la radiactividad del combustible gastado, se debería tener en cuenta que el combustible gastado va siendo menos radiactivo a medida que pasa el tiempo. Después de 40 años la radiactividad cae en un 99,9% , a pesar de que tarda más de 1000 años para que el nivel de radiactividad se acerque a la del uranio natural  Archivado el 5 de noviembre de 2019 en Wayback Machine..
- Calculador del Coste del Combustible Nuclear reciclado diseñado por el Proyecto Uranio WISE

## Lista de plantas de reprocesamiento nuclear
- COGEMA centro de La Hague
- Mayak
- Planta de reprocesamiento de combustible nuclear Thorp y B205 en Sellafield, a destacar que en Sellafield (Windscale) una serie de otras viejas plantas se utilizaron con anterioridad.
- Tokai, Ibaraki
- Planta de reprocesamiento deWest Valley

### En inglés
- Processing of Used Nuclear Fuel Archivado el 13 de febrero de 2010 en Wayback Machine., Asociación Nuclear Mundial.
- Reactor-Grade de Plutonio y Desarrollo de Armas Nucleares, Centro de Análisis para la No Proliferación.
- Proceso PUREX, Sociedad Nuclear Europea
- Combustible de óxido mezclado (MOX) Archivado el 17 de enero de 2006 en Wayback Machine. – Asociación Nuclear Mundial
- MOX production and use - Greenpeace
- Opciones de vertido para el plutonio sobrante de armas – Plutonio utilizable – Servicio de Investigación del Congreso Informe para el Congreso
- Breve historia del reprocesamiento de combustible

- Datos: Q1208852
- Multimedia: Nuclear reprocessing / Q1208852